# Stanisława Walasiewicz
Stanisława (Stasia) Walasiewicz of Stanisława Walasiewiczówna, ook bekend als Stella Walsh (Wierzchownia, Polen, 11 april 1911 – Cleveland, 4 december 1980) was een Poolse atlete, die op de Olympische Spelen van 1932 een gouden medaille won op de 100 m bij de vrouwen. Vier jaar later voegde zij daar op deze afstand olympisch zilver aan toe.

## Levensloop

### Begin atletiek
De Poolse Walasiewicz emigreerde toen zij drie jaar oud was van Polen naar Cleveland, Ohio, waar haar vader werk vond in een staalfabriek. Ze was lenig en snel en won in 1927 met gemak een competitie voor een plaats in het Amerikaanse olympische team, opgezet door Cleveland Press. Maar de zestien jaar oude Stanisława Walasiewicz, die zich in Amerika Stella Walsh noemde, was geen Amerikaanse en kon dat ook nog niet worden, voordat ze de leeftijd van 21 jaar had bereikt. Het succes van Halina Konopacka, een Poolse atlete die goud won bij het discuswerpen op de Olympische Spelen van 1928, inspireerde haar om zich aan te sluiten bij de plaatselijke tak in Cleveland van de Poolse jongerenorganisatie Sokół, een sport- en patriottistische organisatie, die ook actief was in de Poolse diaspora.

### Olympisch goud in WR-tijd
In 1932 was Walsh tot de groep olympische favorietes gaan behoren. Om de gouden medaille voor de Verenigde Staten veilig te stellen, werd ze nu met aandrang verzocht om zich te laten naturaliseren. Men bood haar een betrekking aan in het Cleveland Recreation Department, die ze ook graag had aanvaard, maar dan kon ze niet deelnemen aan de Olympische Spelen. Iemand die zijn hoofdberoep in de sport uitoefende, werd als prof beschouwd. 24 uren voor de Spelen gaf ze de naturalisatiepapieren terug en werd daarvoor door Polen beloond met een betrekking op het consulaat in New York.
Ze nam dus als Poolse deel aan de Spelen in Los Angeles. Daar won ze een gouden medaille op de 100 m in een tijd van 11,9 s, een evenaring van het wereldrecord van de Nederlandse Tollien Schuurman, de eerste vrouw ter wereld die twee jaar eerder de twaalfsecondenbarrière had doorbroken. Als 'Stasia' keerde ze terug naar Polen, waar ze meer dan welkom was na haar olympische zege. Ze werd gedurende drie jaar verkozen tot beste sportvrouw van Polen. Na een blessure nam ze in 1933 weer deel aan de competitie en was in Europa nagenoeg niet te kloppen op de 100 m, op welk onderdeel zij dat jaar in Poznań het wereldrecord aanscherpte tot 11,8. Nu was zij voor het eerst alleenheerser op de 100 m geworden. Daarnaast was zij evenmin te verslaan op de 60 m, de 80 m horden en de 4 x 200 estafette.

### Record na halve eeuw ongeldig verklaard
Bijzonder was in 1933 de ontmoeting tussen Stanisława Walasiewicz en Tollien Schuurman bij een invitatiewedstrijd in het Belgische Schaarbeek. In een rechtstreeks duel werd de olympisch kampioene tweemaal geklopt door de Nederlandse; eerst op de 100 m, waarin Schuurman haar eigen, op dat moment nog geldende wereldrecord van 11,9 evenaarde, en vervolgens ook op de 200 m, waarop Schuurman tot 24,6 kwam. Deze tijd, weliswaar de op-een-na beste wereldtijd ooit, lag een halve seconde boven het wereldrecord van de Poolse, dat zij het jaar ervoor in Chicago op 24,1 had gesteld. Pas jaren later kwam men erachter, dat Walasiewicz haar tijd in Chicago op een rechte baan had gelopen en dat deze dus nooit goedgekeurd had mogen worden. Slechts een 200 m, gelopen op een baan mét bocht, komt voor een erkenning als record in aanmerking. De IAAF heeft deze fout overigens in de jaren tachtig ingezien en het record van Schuurman toen alsnog zijn plaats op de recordlijst gegeven.

### Nederlaag op de Olympische Spelen
In 1934 verbeterde Stanisława Walasiewicz haar eigen wereldrecord verder naar 11,7 en hoewel er in de Verenigde Staten inmiddels een heel rappe sprintster in de persoon van de militair Helen Stephens was opgestaan, met tijden van 11,9 en 11,8 achter haar naam, was de Poolse in 1936 op de Spelen van Berlijn als regerend titelhoudster toch de uitgesproken favoriete voor het goud. In Berlijn werd zij echter verrassend verslagen door Helen Stephens. De Polen waren zo geschokt door dit verlies, dat ze een gendertest eisten voor Helen Stephens, van wie ook in eigen land werd vermoed dat ze een man was. Stephens behield na een keuring echter de gouden medaille, ze doorstond de seksetest.

### Huwelijk
Walsh verhuisde terug naar Amerika, waar ze haar loopbaan voortzette. Het waren echter haar nadagen. Toen Polen na de oorlog bezet werd door de Russen, besloot Walsh in de Verenigde Staten te blijven en de Amerikaanse nationaliteit aan te nemen. Dat was in 1947. Door haar kortstondige huwelijk in 1956 met de olympische bokser Neil Olson, kon Walsh ook voor de Verenigde Staten uitkomen op de Olympische Spelen. Olson verklaarde desgevraagd, dat Walsh altijd het licht uitdeed bij het geslachtsverkeer, maar dat hij haar wel als een vrouw beschouwde. Walsh bleef zich overigens wel altijd Stella Walsh Olson noemen.

### Roofoverval
Walsh bleef zich inzetten voor de sport in Cleveland, vooral voor de Poolse gemeenschap. Op 4 december 1980 was de 69-jarige Walsh slachtoffer van een roofoverval in een winkelcentrum in Cleveland. Toen ze zich bij het uitpakken van haar winkelwagentje probeerde te verzetten tegen twee mannen die haar wilden beroven, trok een van de twee een revolver en er ontstond een handgemeen; Walsh werd door een kogel geraakt in haar buik en overleed enkele uren later.

### Autopsie
De lijkschouwer Samuel Gerber had bij de autopsie een opmerkelijke ontdekking gedaan en verklaarde dat Stella Walsh een bijzonder genetisch mozaïek had van chromosomen 45X0 en 46XY - een uiterst zeldzame speling van de natuur, met een even zeldzame onbalans in chromosomen X en Y. Zoals ook bij Foekje Dillema is vastgesteld zijn er meer X dan Y-chromosomen waargenomen. Walsh had zowel ‘mannelijke’ als ‘vrouwelijke’ lichaamscellen en zowel mannelijke als vrouwelijke geslachtskenmerken. 45XO is een cel met slechts één geslachtschromosoom.
Gerber voegde eraan toe - om de geruchten de kop in te drukken - dat Walsh hoewel zij onduidelijke geslachtskenmerken had, toch als vrouw beschouwd moest worden, omdat ze als meisje was opgevoed, zelf vond dat ze een vrouw was en als vrouw leefde. Sociaal, cultureel en wettelijk was Walsh een vrouw.
Toch kon Gerber niet voorkomen dat Walsh postuum de bijnaam ’Stella the fella’ (Stella de kerel) kreeg, en ook later werd ze nog als een bedrieger beschouwd door delen van de sportpers. Het IOC zag in het onderzoek van Gerber geen aanleiding om haar alsnog de olympische medaille te ontnemen. Walsh was en bleef de winnares van het sprintgoud van 1932. Walsh is begraven in Cleveland, Ohio. De schutters zijn in 1983 gearresteerd.

## Titels
- Olympisch kampioene 100 m - 1932
- Kampioene Wereldspelen voor vrouwen 60 m - 1930, 1934
- Kampioene Wereldspelen voor vrouwen 100 m - 1930
- Kampioene Wereldspelen voor vrouwen 200 m - 1930
- Europees kampioene 100 m - 1938
- Europees kampioene 200 m - 1938
- Pools kampioene 100 m - 1934, 1935, 1938, 1946
- Pools kampioene 200 m - 1934, 1935, 1938, 1946
- Pools kampioene 80 m horden - 1938, 1946
- Pools kampioene speerwerpen - 1938
- Pools kampioene vijfkamp - 1933, 1937, 1938
- Amerikaans kampioene 100 yd/100 m - 1930, 1943, 1944, 1948
- Amerikaans kampioene 200 m/220 yd - 1930, 1931, 1939, 1940, 1942, 1943, 1944, 1945, 1946, 1947, 1948
- Amerikaans kampioene verspringen - 1930, 1939, 1940, 1941, 1942, 1943, 1944, 1945, 1946, 1948, 1951
- Amerikaans kampioene discuswerpen - 1941, 1942
- Amerikaans kampioene zevenkamp - 1950, 1951, 1952, 1953, 1954

## Persoonlijke records
| Onderdeel   | Prestatie      | Datum           | Plaats    |
| ----------- | -------------- | --------------- | --------- |
| 100 yd      | 10,5 s         | 5 augustus 1944 | Berwick   |
| 100 m       | 11,6 s (ex-WR) | 1 augustus 1937 | Berlijn   |
| 200 m       | 23,6 s         | 4 augustus 1935 | Warschau  |
| verspringen | 6,12 m         | 18 juni 1939    | Cleveland |

## Palmares

### 60 m
- 1930:  World Games - 7,7 s
- 1934:  World Games - 7,6 s

### 100 m
- 1930:  World Games - 12,5 s
- 1932:  OS - 11,9 s (WR)
- 1934:  World Games - onbekend
- 1935:  International University Games - 12,00 s
- 1936:  OS - 11,7 s (wind)
- 1938:  EK - 11,9 s (CR)
- 1946: 4e EK - 12,6 s

### 200 m
- 1930:  World Games - 25,7 s
- 1934:  World Games - 25,0 s
- 1938:  EK - 23,8 s (CR)
- 1946: 4e in ½ fin. EK - 26,0 s

### 400 m
- 1935:  International University Games - 57,60 s

### kogelstoten
- 1946: NM EK

### discuswerpen
- 1932: 6e OS - 33,60 m
- 1935:  International University Games - 34,81 m

### speerwerpen
- 1938: 6e EK - 33,33 m

### verspringen
- 1935:  International University Games - 5,73 m
- 1938:  EK - 5,81 m
- 1946: 10e EK - 5,00 m

### 4 x 100 m estafette
- 1930:  World Games - 50,8 s
- 1938:  EK - 48,2 s
- 1946: 6e EK - 50,6 s

## Onderscheidingen
- Sportvrouw van Polen - 1932, 1933, 1934

1928: Betty Robinson ·
1932: Stanisława Walasiewicz ·
1936: Helen Stephens ·
1948: Fanny Blankers-Koen ·
1952: Marjorie Jackson ·
1956: Betty Cuthbert ·
1960: Wilma Rudolph ·
1964: Wyomia Tyus ·
1968: Wyomia Tyus ·
1972: Renate Stecher ·
1976: Annegret Richter ·
1980: Ljoedmila Kondratjeva ·
1984: Evelyn Ashford ·
1988: Florence Griffith-Joyner ·
1992: Gail Devers ·
1996: Gail Devers ·
2000: onbepaald ·
2004: Joelija Nestsjarenka ·
2008: Shelly-Ann Fraser-Pryce ·
2012: Shelly-Ann Fraser-Pryce ·
2016: Elaine Thompson ·
2020: Elaine Thompson-Herah ·
2024: Julien Alfred
- Gemeinsame Normdatei: 1149160195
- World Athletics: 14557987
- International Standard Name Identifier: 0000 0004 9569 9570
- Library of Congress Control Number: n2017001687
- Nationale Bibliotheek van Polen: a0000003631347
- Nederlandse Thesaurus van Auteursnamen: 409100064
- Virtual International Authority File: 7826148574367824430008
- WorldCat: E39PBJbRdTF6dVrxb6TGkfYByd